# 琴桥
琴桥是中華人民共和國浙江省宁波市一座横跨奉化江的桥梁。位于海曙区和鄞州区之间，为下承式单承载面系杆拱桥，全长293.08米，其中主桥长为123.60米，宽33米。于1999年12月26日开工:38，2001年9月2日通车:278。由于连接大沙泥街和新河路，琴桥原名大沙泥桥。但由于桥形形似竖琴，又由于连接宁波音乐文化广场因而得名琴桥。